# Linha B do Metrô da Cidade do México
A Linha B: Ciudad Azteca ↔ Buenavista é uma das linhas em operação do Metrô da Cidade do México, inaugurada no dia 15 de dezembro de 1999. Estende-se por cerca de 23,722 km, dos quais 20,278 km são usados para serviço e o restante para manobras. As cores distintivas da linha são: verde e cinza.
Possui um total de 21 estações em operação, das quais 6 são subterrâneas, 11 são superficiais e 4 são elevadas. As estações Garibaldi-Lagunilla, Guerrero, Morelos, Oceanía e San Lázaro possibilitam integração com outras linhas do Metrô da Cidade do México, enquanto que a Estação Buenavista possibilita integração com o Trem Suburbano do Vale do México.
A linha, operada pelo Sistema de Transporte Colectivo, possui o quarto maior tráfego do sistema, tendo registrado um movimento de 158.971.214 passageiros em 2016. Atende os municipíos de Ecatepec de Morelos e de Nezahualcóyotl, além das seguintes demarcações territoriais da Cidade do México: Cuauhtémoc, Gustavo A. Madero e Venustiano Carranza.

## Trechos
A Linha B, ao longo dos anos, foi sendo ampliada a medida que novos trechos eram entregues. A tabela abaixo lista cada trecho construído, junto com sua data de inauguração, sua extensão, o número de estações inauguradas, a extensão acumulada da linha e o número de estações acumulado:
| Trecho                          | Inauguração            | Extensão entregue | N.º de estações entregue | Extensão acumulada | N.º de estações acumulado |
| ------------------------------- | ---------------------- | ----------------- | ------------------------ | ------------------ | ------------------------- |
| Villa de Aragón ↔ Buenavista    | 15 de dezembro de 1999 | 12,139 km         | 13                       | 12,139 km          | 13                        |
| Ciudad Azteca ↔ Villa de Aragón | 30 de novembro de 2000 | 11,583 km         | 8                        | 23,722 km          | 21                        |

## Estações
| Nome                 | Inauguração            | Demarcação territorial                  | Integração | Posição     | Latitude      | Longitude     |
| -------------------- | ---------------------- | --------------------------------------- | ---------- | ----------- | ------------- | ------------- |
| Ciudad Azteca        | 30 de novembro de 2000 | Ecatepec de Morelos (município)         | -          | Superfície  | 19° 32' 05" N | 99° 01' 39" O |
| Plaza Aragón         | 30 de novembro de 2000 | Ecatepec de Morelos (município)         | -          | Superfície  | 19° 31' 42" N | 99° 01' 48" O |
| Olímpica             | 30 de novembro de 2000 | Ecatepec de Morelos (município)         | -          | Superfície  | 19° 31' 17" N | 99° 02' 00" O |
| Ecatepec             | 30 de novembro de 2000 | Ecatepec de Morelos (município)         | -          | Superfície  | 19° 30' 55" N | 99° 02' 10" O |
| Múzquiz              | 30 de novembro de 2000 | Ecatepec de Morelos (município)         | -          | Superfície  | 19° 30' 06" N | 99° 02' 31" O |
| Río de los Remedios  | 30 de novembro de 2000 | Nezahualcóyotl (município)              | -          | Superfície  | 19° 29' 27" N | 99° 02' 48" O |
| Impulsora            | 30 de novembro de 2000 | Nezahualcóyotl (município)              | -          | Superfície  | 19° 29' 09" N | 99° 02' 56" O |
| Nezahualcóyotl       | 30 de novembro de 2000 | Nezahualcóyotl (município)              | -          | Superfície  | 19° 28' 23" N | 99° 03' 16" O |
| Villa de Aragón      | 15 de dezembro de 1999 | Gustavo A. Madero                       | -          | Superfície  | 19° 27' 42" N | 99° 03' 42" O |
| Bosque de Aragón     | 15 de dezembro de 1999 | Gustavo A. Madero                       | -          | Superfície  | 19° 27' 29" N | 99° 04' 09" O |
| Deportivo Oceanía    | 15 de dezembro de 1999 | Gustavo A. Madero                       | -          | Superfície  | 19° 27' 04" N | 99° 04' 45" O |
| Oceanía              | 15 de dezembro de 1999 | Gustavo A. Madero / Venustiano Carranza |            | Elevada     | 19° 26' 44" N | 99° 05' 14" O |
| Romero Rubio         | 15 de dezembro de 1999 | Venustiano Carranza                     | -          | Elevada     | 19° 26' 27" N | 99° 05' 40" O |
| Ricardo Flores Magón | 15 de dezembro de 1999 | Venustiano Carranza                     | -          | Elevada     | 19° 26' 12" N | 99° 06' 13" O |
| San Lázaro           | 15 de dezembro de 1999 | Venustiano Carranza                     |            | Elevada     | 19° 25' 49" N | 99° 06' 53" O |
| Morelos              | 15 de dezembro de 1999 | Venustiano Carranza                     |            | Subterrânea | 19° 26' 20" N | 99° 07' 06" O |
| Tepito               | 15 de dezembro de 1999 | Cuauhtémoc                              | -          | Subterrânea | 19° 26' 33" N | 99° 07' 24" O |
| Lagunilla            | 15 de dezembro de 1999 | Cuauhtémoc                              | -          | Subterrânea | 19° 26' 36" N | 99° 07' 53" O |
| Garibaldi-Lagunilla  | 15 de dezembro de 1999 | Cuauhtémoc                              |            | Subterrânea | 19° 26' 40" N | 99° 08' 23" O |
| Guerrero             | 15 de dezembro de 1999 | Cuauhtémoc                              |            | Subterrânea | 19° 26' 43" N | 99° 08' 43" O |
| Buenavista           | 15 de dezembro de 1999 | Cuauhtémoc                              |            | Subterrânea | 19° 26' 48" N | 99° 09' 12" O |